# باحة برودمان الرابعة
تشير باحة برودمان 4 إلى القشر المحرك الأولي في الدماغ البشري. تقع في القسم الخلفي من الفص الجبهي.
تمثل باحة برودمان 4 جزءاً من التلفيف أمام المركزي. حدود هذه المنطقة هي: التلم أمام المركزي من الأمام، الشق الطولاني الأنسي من الأعلى، التلم المركزي من الخلف، والتلم الوحشي على طول الجزء السفلي منه (قاعه) وحشياً.
هذه المنطقة من القشر _كما بين ولدير بنفيلد Wilder Penfield وغيره_ ينطبق عليها نموذج القزم (الآنَيْسيان) homunculus وهذا يعني أن الجذع والساقين يلتفان حول الخط الناصف; وتتوضّع اليدان والذراعان على طول منتصف المنطقة المبينة هنا في الصورة; والوجه بالقرب من الجزء السفلي (القعر أو القاع) للصورة. ولأن منطقة برودمان 4 لها نفس الموقع العام للقشر المحرك الأولي، لذا يدعى القزم هنا بالقزم المحرك.
يشير مصطلح المنطقة الرابعة لبرودمان 1909 إلى الجزء المحدد وفق التهندس الخلوي من الفص الجبهي لقرد الهجرس. يقع غالباً في التلفيف أمام المركزي. اعتبرها برودمان 1909 مماثلة طبوغرافياً وهندسياً خلوياً للباحة الهرمية الضخمة الرابعة البشرية ولاحظ أنها تحتل قسماً أكبر من الفص الجبهي في القرد منه في الإنسان. السمات المميزة (برودمان 1905): القشر سميك على غير المعتاد; الطبقات ليست واضحة; الخلايا مبعثرة بشكل قليل نسبياً; خلايا (بيتز) الهرمية العملاقة توجد في الطبقة الهرمية الداخلية (الخامسة V)، غياب الطبقة الحبيبية الداخلية (الرابعة IV) كذلك الحدود بين الطبقة الهرمية الخارجية (الثالثة III) والطبقة الهرمية الداخلية (الخامسة V) غير واضحة; غياب الطبقة الحبيبية الخارجية المميزة (الثانية II); انتقال تدريجي من المنطقة متعددة الأشكال (السادسة VI) إلى المادة البيضاء تحت القشرية.

## صورة

صورة متحركة.
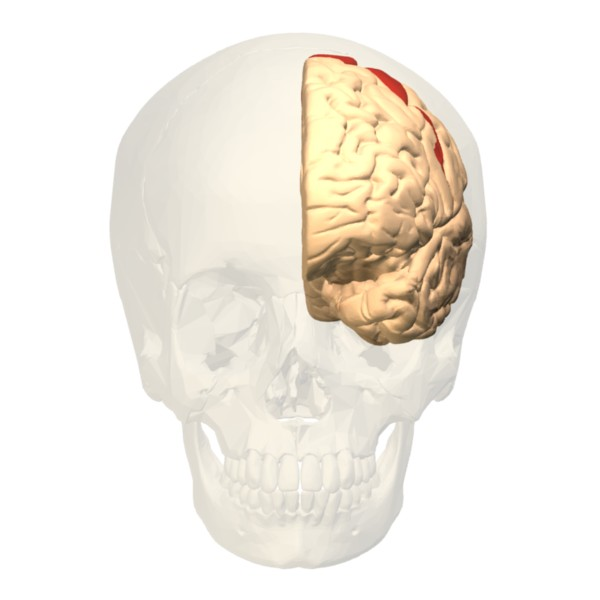
منظر أمامي.
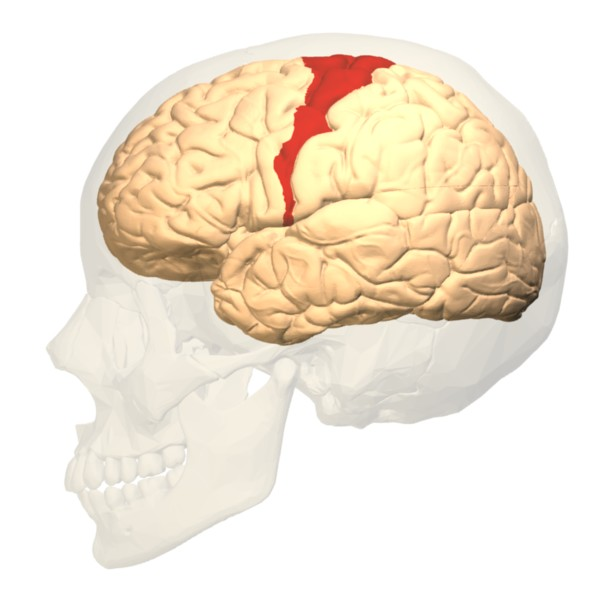
منظر وحشي.
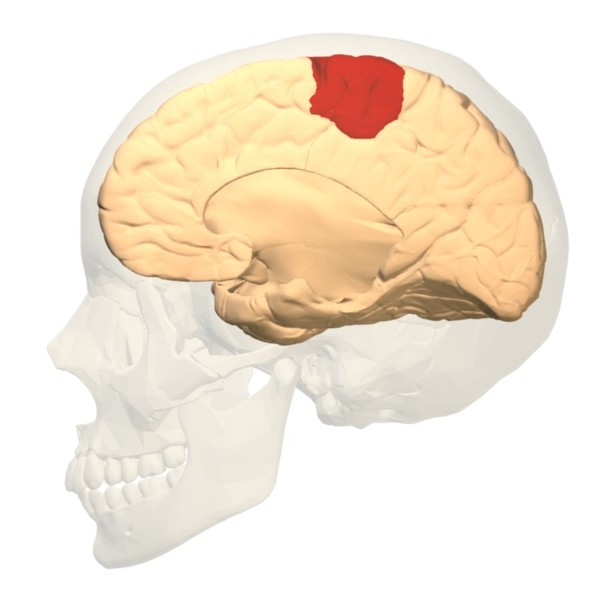
منظر أنسي.
السطح الوحشي.

## انظر أيضًأ
- باحات برودمان
- باحة برودمان السادسة
- باحة برودمان الثامنة
- باحة برودمان العاشرة

## روابط خارجية
- قائمة باحات برودمان - جامعة كولارادو